# PERFECTNESS
「PERFECTNESS」（パーフェクトネス）は、FEEL SO BADの19枚目のアルバム。

## 内容
活動再開以後及び「月刊F・S・B第12号〜BE BOP CAFE〜」から6年ぶりのオリジナル・アルバム。本作を制作するきっかけは川島だりあは、「去年の春ぐらいにバンド活動を始めようと倉田冬樹に連絡してライブの話になって（倉田が）『ライブするくらいなら新曲やりたい』と。そこからアルバムを作っていった感じ」と、大橋雅人は「前の曲ばかりをやるよりも新曲をやろうという話になって、それがきっかけになった」という。

## 収録曲
全曲とも作詞・作曲は川島だりあと倉田冬樹、編曲はFEEL SO BADが担当。
1. GERBERA
2. DREAM TALE
3. STAY WITH ME
4. 今もし僕が…
5. 冬の陽
6. PUZZLE
7. RUN ON RUN
8. DOKKAAAN!
9. 青空が…
10. ALRIGHT